# Immaculate (Band)
Immaculate ist eine schwedische Thrash-Metal-Band aus Uppsala, die im Jahr 2004 gegründet wurde.

## Geschichte
Die Band wurde im Jahr 2004 von Gitarrist Nino Vukovic gegründet. Noch im selben Jahr folgte das erste Demo, das den Namen TKND Pre-Production Demo trug. Im Jahr 2007 erschien ihr Debütalbum  Thrash, Kill 'N' Deströy, das in Eigenproduktion im Rahmen eines Schulprojektes erstellt wurde und über Witches Brew Records veröffentlicht wurde.
Im Jahr 2010 folgte das zweite Album, das den Namen Atheist Crusade trug und über Stormspell Records (u. a. Amulance, Invection und Space Eater) veröffentlicht wurde.

## Stil
Die Band spielt eine technisch anspruchsvolle Version des Thrash Metal, die oft als „Technical Thrash Metal“ beschrieben wird. Die Lieder werden schnell gespielt und haben einen aggressiven Klang.

## Diskografie
- TKND Pre-Production Demo (Demo, 2004, Eigenveröffentlichung)
- Thrash, Kill 'N' Deströy (Album, 2007, Witches Brew Records)
- Atheist Crusade (Album, 2010, Stormspell Records)